# Mau P
Mau P is de artiestennaam van Maurits Jan Westveen (Amsterdam, 26 oktober 1996). Hij is bekend als Nederlandse dj/producer en brengt sinds 2014 muziek uit, in eerste instantie onder de naam Maurice West en sinds 2022 als Mau P.
Mau P's debuutsingle Drugs From Amsterdam verbrak het Tipparade record door maar liefst vijf weken achter elkaar de nummer 1-positie te behouden. Hij voegde in 2023 Gimme That Bounce, Your Mind Is Dirty en Dress Code toe aan zijn muzikale arsenaal, plus een aantal officiële remixes voor Calvin Harris, Swedish House Mafia en Armand van Helden.
Ook zijn samenwerking met Kevin de Vries, genaamd Metro werd goed ontvangen. In 2023 werd het uitgeroepen tot meest gedraaide nummer van Tomorrowland, een van de populairste festivals ter wereld.
Tijdens het Amsterdam Dance Event werd Westveen voorafgaand aan zijn ADE-show in de live-uitzending van SLAM! verrast met de Global Breakthrough Award 2023.

## Discografie
| Artiest               | Titel                                          | Jaar | Platenlabel                      |
| --------------------- | ---------------------------------------------- | ---- | -------------------------------- |
| Mau P                 | The Less I Know The Better                     | 2025 | Nervous Records                  |
| Mau P                 | Merther                                        | 2024 | Defected Records                 |
| Mau P, Diplo, Gunna   | Receipts                                       | 2024 | Columbia Records                 |
| Mau P                 | On Again                                       | 2024 | Insomniac Records                |
| Mau P                 | Beats For The Underground                      | 2024 | Repopulate Mars                  |
| Mau P                 | Dress Code                                     | 2023 | Black Book Records               |
| Mau P, Kevin de Vries | Metro                                          | 2023 | Afterlife Recordings             |
| Mau P                 | Your Mind Is Dirty                             | 2023 | Experts Only                     |
| Mau P                 | Gimme That Bounce                              | 2023 | Insomniac Records                |
| Mau P                 | Drugs From Amsterdam (Armand van Helden Remix) | 2023 | Virgin, Island, Republic Records |
| Mau P                 | Drugs From Amsterdam                           | 2022 | Repopulate Mars                  |
| Mau P                 | Drugs From Amsterdam (Reinier Zonneveld Remix) | 2022 | Virgin, Island, Republic Records |

| Artiest                       | Titel                          | Jaar | Platenlabel            |
| ----------------------------- | ------------------------------ | ---- | ---------------------- |
| Swedish House Mafia           | Ray Of Solar (Mau P Remix)     | 2023 | Republic Records       |
| Armand van Helden             | I Want Your Soul (Mau P Remix) | 2023 | Southern Fried Records |
| Calvin Harris, Ellie Goulding | Miracle (Mau P Remix)          | 2023 | Columbia Records       |

| Single met eventuele hitnotering(en) in de Nederlandse Top 40 | Datum van verschijnen | Datum van binnenkomst | Hoogste positie | Aantal weken | Opmerkingen                 |
| ------------------------------------------------------------- | --------------------- | --------------------- | --------------- | ------------ | --------------------------- |
| Drugs From Amsterdam                                          | 2022                  | -                     | -               | -            | Nr. 33 in de Single Top 100 |

Gijs Alkemade · 
Alok · 
Claptone · 
Hielke Boersma · 
Max Bolhuis · 
Thomas van Empelen · 
Sam Feldt · 
Fedde le Grand · 
Jochem Hamerling · 
Lars van Heeswijk · 
Oliver Heldens · 
Anoûl Hendriks · 
James Hype · 
Eelke Kleijn ·  
Julia Maan · 
Mau P · 
R3hab · 
Nicky Romero · 
Franky Rizardo · 
Erik-Jan Rosendahl · 
Raoul Schram · 
Secret Cinema · 
Solardo · 
Dimitri Vegas & Like Mike · 
Vintage Culture · 
Joris Voorn · 
Jarno van der Wielen · 
Mike Williams · 
Olivier Weiter · 
Patrick Wolda

lijst van huidige en voormalige dj's van SLAM!